# Erwin Vandaele
Erwin Vandaele (Torhout, 5 maart 1971) is een Belgisch voormalig professioneel wielrenner. Erwin was slechts een jaar prof.
Zijn broer, Robbie Vandaele, was ook enkele jaren professioneel wielrenner.

## Belangrijkste overwinningen
1992
- 7e etappe Ronde van België

1994
- 4e etappe Ronde van België